# SNCASO SO-7010 Pégase
Lo SNCASO SO-7010 Pégase era un aereo da trasporto, progettato dal consorzio francese Société nationale des constructions aéronautiques du sud-ouest (SNCASO) nella seconda metà degli anni quaranta.
Caratterizzato dall'inusuale configurazione bimotore che azionava una singola elica disposta all'estremità anteriore del velivolo, rimase allo stato di prototipo e non ebbe seguito produttivo.

## Storia

### Sviluppo
Non vi sono notizie precise circa i tempi di progettazione dello SNCASO SO-7010 Pégase, tuttavia il prototipo venne esposto al Salone di Parigi del 1946.
Il velivolo venne tuttavia portato in volo solo due anni dopo, per la precisione il 27 febbraio del 1948. Non risulta siano stati realizzati altri esemplari oltre al prototipo.

### Descrizione tecnica

#### Struttura
Il Pégase era un monoplano ad ala bassa, dotato di carrello d'atterraggio di tipo triciclo anteriore. Gli impennaggi erano di tipo tradizionale, con gli stabilizzatori disposti al centro della sezione posteriore della fusoliera, al di sotto della deriva.
Aspetto particolare della struttura del velivolo era che solo la parte inferiore della fusoliera aveva funzione portante, mentre le pareti ed il soffitto della cabina passeggeri avevano esclusivamente funzione aerodinamica (ricalcando in tal modo la struttura di una nave, realizzata a partire dalla chiglia). La cabina era destinata ad ospitare fino ad un massimo di sei persone.

#### Motore
L'apparato propulsivo dell'SO-7010 era costituito da due motori realizzati dall'azienda francese Mathis; si trattava di due motori a V da otto cilindri raffreddati a liquido che, dotati di basamento ed albero in comune, azionavano una singola elica tripala disposta all'estrema prua del velivolo.

### Pubblicazioni
- (EN) Paris Aero Show, in Flight, 21 novembre 1946. URL consultato il 13 giugno 2011.